# Nella Maria Bonora
Nella Maria Bonora (* 19. Mai 1904 in Mantua; † 3. August 1990 in Florenz) war eine italienische Schauspielerin, Autorin und Synchronsprecherin.

## Leben
Bonora debütierte mit 16 Jahren als Kleindarstellerin im Ensemble um Amedeo Chiantoni; bald wurde sie von Emma Gramatica als „erste junge Dame“ verpflichtet. 1925 war sie bei Febo Mari unter Vertrag, 1928 neben Aristide Baghetti. Im Folgejahr hatte sie mit Marcello Giorda erstmals eine eigene Truppe von Darstellern versammelt und spielte 1930 in der „Spettacoli Gialli“ unter Romano Calò. Wieder ein Jahr später ging sie neben Gramatica u. a. auf eine Osteuropa-Tournee. Ebenfalls 1931 nahm sie eine Nebenrolle für ihr Filmdebüt in La lanterna del diavolo an. Bis 1940 spielte sie in einer vergleichsweise geringen Anzahl von Werken Rollen aus der zweiten Reihe und sehr gelegentlich die Hauptrolle für die Produktionsgesellschaft Cines.
Beim Theater verfolgte sie ihre Karriere weiter: Die Bühnensaison 1934/35 sah sie bei der eigenen Gesellschaft „Compagnia della Quercia“, die sie aber im Jahr darauf zugunsten eines prestigeträchtigen Engagements neben Giulio Donadio aufgab; 1937 stand sie mit Armando Falconi auf der Bühne. Für einige Monate ab Sommer 1938 spielte sie für die „Compagnia del Teatro Eliseo“, die sie für eine erneute Zusammenarbeit mit Giulio Donadoni wieder verließ. Zu Beginn des Zweiten Weltkrieges zog sich Bonora zurück; erst 1943/44 spielte sie wieder, diesmal neben Mario Ferrari.
Nach dem Krieg widmete sie sich dem Radio; sie gehörte dem Ensemble an, das für die EIAR von Radio Roma sprach. Daneben verfasste sie selbst zwei Stücke für das Radio, schrieb Romane und Gedichte und war als Synchronsprecherin gut beschäftigt. Sie erhielt 1951 das Silberne Mikrofon für ihr Radiowerk. Im selben Jahr wurde sie neben Ubaldo Lay von der Radiostation „WOW“ in New York City unter Vertrag genommen, um Sendungen für Italo-Amerikaner zu konzipieren und zu schreiben. 1953 zog Bonora nach Florenz und arbeitete für die „Compagnia di Prosa“ von Radio Firenze. Bis auf immer seltener werdende Radioarbeiten beendete sie alle künstlerischen Aktivitäten und war häufig im Umfeld des bekannten Mediums Roberto Setti zu finden.
Bonora war bis kurz nach dem Krieg mit Carlo Lombardi und ab 1948 mit Vittorio Caprari verheiratet.

## Filmografie (Auswahl)
- 1931: La lanterna del diavolo
- 1936: I due sergenti
- 1937: I due misantropi
- 1937: Il fu Mattia Pascal
- 1940: Ecco la Radio!